# 李椿 (朝鲜)
李椿（：／ Yi Ch'un ？—1342年），蒙古名孛颜帖木儿（转写：Bayan-Temür），本贯全州，朝鲜王朝开国之君李成桂祖父。

## 生平
元朝承仕郎管领双城（今朝鲜咸镜南道金野郡）等处高丽军民达鲁花赤李行里第四子，袭此职。后迁居咸州（今朝鲜咸镜南道咸兴市）。元顺帝至正二年（1342年）七月卒。朝鲜太祖元年（1392年）七月，谥为“度王”；八月，定陵号为“义陵”。朝鲜太宗十一年（1411年）四月，定庙号为“度祖”，改谥“恭毅圣度大王”。

## 家庭

### 妻
- 元配朴氏，斡东百户朴光之女。朝鲜太祖元年（1392年）七月，谥为“敬妃”；八月，定陵号为“纯陵”。朝鲜太宗十一年（1411年）四月，改谥“敬顺王后”。
- 继室赵氏，双城总管赵良琪之女。

### 子女

#### 子
- 朝鲜高宗九年（1872年）十二月，追封大君。

1. 完昌大君 李子兴（塔思不花）
2. 朝鲜桓祖 李子春（吾鲁思不花）
3. 完原大君 李子宣（完者不花）
4. 完川大君 李平（那海）
5. 完城大君 李宠

#### 女
1. 文惠公主
2. 文淑公主
3. 文懿公主